# Clubiona logunovi
Clubiona logunovi är en spindelart som beskrevs av Mikhailov 1990. Clubiona logunovi ingår i släktet Clubiona och familjen säckspindlar. Inga underarter finns listade i Catalogue of Life.